# Шуттранж
Шуттранж (люксемб. Schëtter, фр. Schuttrange, нім. Schüttringen) — невелике містечко в центрі комуни Шуттранж на півдні Люксембургу. Місто знаходиться приблизно в 1,5 км на південь від міста Уберсірен.